# スティーブン・キングスリー
スティーブン・キングスリー（英: Stephen Kingsley、1994年7月23日 - ）はスコットランドのサッカー選手。ポジションはディフェンダー（DF）。ハート・オブ・ミドロシアンFC所属。

## 経歴
2014年6月30日、スウォンジー・シティFCと3年契約を結んだ。
2015年2月18日、ヨーヴィル・タウンFCに期限付き移籍した。2015年8月にはクルー・アレクサンドラFCに期限付き移籍した。
2017年8月、ハル・シティAFCに加入した。
2020年10月6日、ハート・オブ・ミドロシアンFCと単年契約を結んだ。2021年1月21日、ハーツとの契約を2025年夏まで延長した。